# Sancerre (wijn)

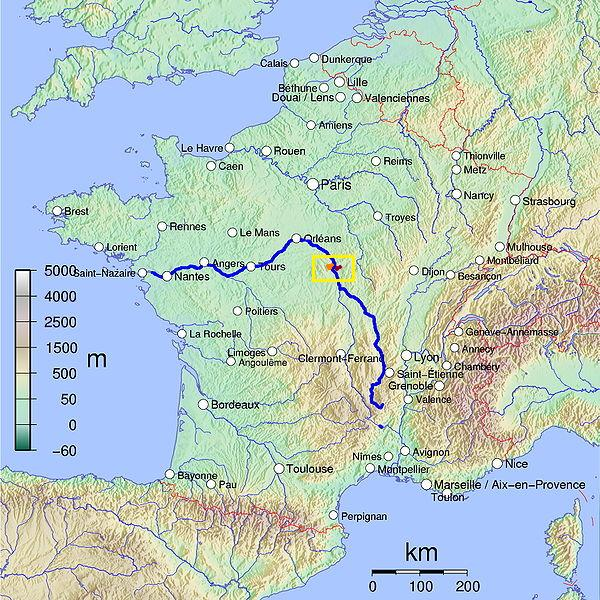
Ligging van het wijngebied

Sancerre is een Franse wijnsoort met een Appellation d'origine contrôlée-keurmerk. Deze wordt in het oosten van het Loiredal verbouwd, in het deelgebied Orléanais. De Sancerre is vooral bekend vanwege zijn witte Sauvignon blanc wijnen. De druif Pinot noir wordt gebruikt voor de rode- en roséwijn.
Sancerre was tot het eind van de 19e eeuw een typische Pinot noir streek, net als de Bourgogne. Echter de rode druif werd door de druifluis voor een groot deel vernietigd, waarna de Sauvignon blanc werd aangeplant. De witte Sancerre wijn die er vervolgens mee gemaakt werd was van een zo goede kwaliteit dat Sancerre er wereldberoemd mee werd.